# ウェストミンスター (メリーランド州)
ウェストミンスター（英: Westminster）は、アメリカ合衆国メリーランド州のキャロル郡にある都市。同郡の郡庁所在地である。人口は2万0126人（2020年）。ボルチモア都市圏に位置し、さらに大きなワシントン・ボルチモア・北バージニア広域都市圏に属している。

## 歴史
1754年、ウィリアム・ウィンチェスター（1711年-1790年）がホワイトのレベルと呼ばれていた土地約167エーカー (0.67 km2) を購入した。その地が後にウィンチェスター市と呼ばれるようになった。メリーランド議会が後に町の名前をウェストミンスターに変更した。これは、当時この町がバージニア植民地の中にあり、フレデリック郡の郡庁所在地がウィンチェスターだったからだった。
1864年6月29日、コービットの突撃と呼ばれる騎兵の小競り合いがウェストミンスターの町中で起こり、デラウェア州の騎兵2個中隊が、J・E・B・スチュアート将軍の指揮するかなり多勢の南軍を攻撃した。
1865年4月、新聞編集者のジョセフ・ショーが、その印刷機を壊され、会社が破壊され、さらにその後にウェストミンスター住人4人によって殴られ刺されて死んだ。これはエイブラハム・リンカーン大統領暗殺事件の1週間前に、反リンカーンの論説を掲載していたからだとされている。ウェストミンスター裁判所で行われた事件の裁判では、4人の実行犯が無罪とされ、その理由は「正当防衛」だとされた。
ウェストミンスターの北にはウィテカー・チェンバーズがいわゆる「カボチャ文書」を隠した農園がある。
ウェストミンスターにある歴史標識には、田園部郵便無料配達を始めたことでは国内初の地であることが記されている。
1972年アメリカ合衆国大統領選挙で民主党の副大統領候補になったサージェント・シュライバーはウェストミンスターで生まれた。シュライバーは平和部隊の初代支配人だった。
2006年3月10日、ウエストボロ・バプティスト教会が、イラク戦争で戦死したマシュー・A・スナイダーの葬儀を妨害した。教会員が葬儀の行われたセントジョン・カトリック教会に隣接する市の土地に立った。スナイダーの父がそのプライバシーを犯したことで教会を訴えた。2011年3月、アメリカ合衆国最高裁判所が「スナイダー対フェルプス事件」判決で、教会員はピケを張るという言論の自由の権利があったと裁定した。
2015年6月26日、ウェストミンスター市は、初めて町全体に張られたギガビット光ファイバーネットワークであるウェストミンスター・ファイバー・ネットワークを完成させ、大西洋岸中部地域のネットワーク構築に加わった。ウェストミンスター市はタコーズの子会社ティングと共同事業を行い、ネットワークを構築し、通信サービスを行っている。

## 地理
ウェストミンスターは北緯39度34分36秒 西経77度0分0秒 / 北緯39.57667度 西経77.00000度 (39.576551, −77.000120)に位置している。
ウェストミンスターはボルチモア市の北西、道路の距離で36.5マイル (58.7 km) にある、ペンシルベニア州ヨークの南西37.5マイル (60.4 km) にある。
アメリカ合衆国国勢調査局に拠れば、市域全面積は6.64平方マイル (17.20 km2)であり、このうち陸地6.63平方マイル (17.17 km2)、水域は0.01平方マイル (0.03 km2)で水域率は0.15%である。

### 気候
ウェストミンスターは温暖湿潤気候区にあり、暑く湿気た夏と冷涼な冬が特徴である。冬は降雪があり気象が変わりやすい。標高がそこそこあり、チェサピーク湾や都市ヒートアイランドから遠いこともあって、気温は特に夜にボルチモア市よりかなり低くなる。
| ウェストミンスター（1981年–2010年平均）の気候 | ウェストミンスター（1981年–2010年平均）の気候 | ウェストミンスター（1981年–2010年平均）の気候 | ウェストミンスター（1981年–2010年平均）の気候 | ウェストミンスター（1981年–2010年平均）の気候 | ウェストミンスター（1981年–2010年平均）の気候 | ウェストミンスター（1981年–2010年平均）の気候 | ウェストミンスター（1981年–2010年平均）の気候 | ウェストミンスター（1981年–2010年平均）の気候 | ウェストミンスター（1981年–2010年平均）の気候 | ウェストミンスター（1981年–2010年平均）の気候 | ウェストミンスター（1981年–2010年平均）の気候 | ウェストミンスター（1981年–2010年平均）の気候 | ウェストミンスター（1981年–2010年平均）の気候 |
| 月                                            | 1月                                           | 2月                                           | 3月                                           | 4月                                           | 5月                                           | 6月                                           | 7月                                           | 8月                                           | 9月                                           | 10月                                          | 11月                                          | 12月                                          | 年                                            |
| --------------------------------------------- | --------------------------------------------- | --------------------------------------------- | --------------------------------------------- | --------------------------------------------- | --------------------------------------------- | --------------------------------------------- | --------------------------------------------- | --------------------------------------------- | --------------------------------------------- | --------------------------------------------- | --------------------------------------------- | --------------------------------------------- | --------------------------------------------- |
| 平均最高気温 °F （°C）                        | 41.3 (5.2)                                    | 44.9 (7.2)                                    | 54.2 (12.3)                                   | 66.1 (18.9)                                   | 75.2 (24)                                     | 84.0 (28.9)                                   | 87.6 (30.9)                                   | 85.3 (29.6)                                   | 78.4 (25.8)                                   | 67.6 (19.8)                                   | 56.0 (13.3)                                   | 43.9 (6.6)                                    | 65.4 (18.6)                                   |
| 平均最低気温 °F （°C）                        | 21.9 (−5.6)                                   | 24.2 (−4.3)                                   | 30.4 (−0.9)                                   | 40.4 (4.7)                                    | 49.4 (9.7)                                    | 58.8 (14.9)                                   | 63.3 (17.4)                                   | 61.4 (16.3)                                   | 54.9 (12.7)                                   | 43.6 (6.4)                                    | 34.6 (1.4)                                    | 26.2 (−3.2)                                   | 42.4 (5.8)                                    |
| 降水量 inch （mm）                            | 2.88 (73.2)                                   | 2.49 (63.2)                                   | 3.59 (91.2)                                   | 3.50 (88.9)                                   | 4.15 (105.4)                                  | 3.92 (99.6)                                   | 4.32 (109.7)                                  | 3.72 (94.5)                                   | 4.28 (108.7)                                  | 3.64 (92.5)                                   | 3.27 (83.1)                                   | 3.64 (92.5)                                   | 43.4 (1,102.4)                                |
| 降雪量 inch （cm）                            | 13.1 (33.3)                                   | 11.7 (29.7)                                   | 4.9 (12.4)                                    | .2 (0.5)                                      | 0 (0)                                         | 0 (0)                                         | 0 (0)                                         | 0 (0)                                         | 0 (0)                                         | .1 (0.3)                                      | 1.6 (4.1)                                     | 4.4 (11.2)                                    | 36.0 (91.4)                                   |
| 平均降水日数 （≥0.01 in）                     | 8.4                                           | 8.1                                           | 9.9                                           | 10.6                                          | 11.9                                          | 9.8                                           | 8.8                                           | 8.4                                           | 7.8                                           | 7.2                                           | 8.9                                           | 8.9                                           | 108.7                                         |
| 平均降雪日数 （≥0.1 in）                      | 3.0                                           | 1.9                                           | 1.2                                           | .1                                            | 0                                             | 0                                             | 0                                             | 0                                             | 0                                             | 0                                             | .3                                            | 1.1                                           | 7.6                                           |
| 出典：NOAA                                    |                                               |                                               |                                               |                                               |                                               |                                               |                                               |                                               |                                               |                                               |                                               |                                               |                                               |

### 竜巻
ウェストミンスターで起きた竜巻発生頻度は、メリーランド州の平均よりやや高く、アメリカ合衆国全体の平均よりも38%高い。2011年4月16日、午後8時ごろに竜巻が発生した。1996年7月19日、藤田スケールF3（風速158ないし206マイル/時、253ないし330km/h) の竜巻がウェストミンスター市中心から5.5マイル (8.8 km) の地点を襲い、負傷者3人、物損500万ドル相当となった。1952年4月15日、市中心から15.5マイル (24.8 km) の地点を襲い、4人を負傷させ、50万ドルから500万ドルの間の物損を与えた。

## 人口動態

### 2010年国勢調査
以下は2010年の国勢調査による人口統計データである。
| 基礎データ - 人口: 18,590 人 - 世帯数: 7,161 世帯 - 家族数: 4,117 家族 - 人口密度: 1,082.6人/km2（2,803.9人/mi2） - 住居数: 7,684 軒 - 住居密度: 447.5軒/km2（1,159.0軒/mi2） 人種別人口構成 - 白人: 86.0% - アフリカン・アメリカン: 7.0% - ネイティブ・アメリカン: 0.3% - アジア人: 2.2% - その他の人種: 1.9% - 混血: 2.5% - ヒスパニック・ラテン系: 6.0% | 年齢別人口構成 - 18歳未満: 22.9% - 18-24歳: 15% - 25-44歳: 26.6% - 45-64歳: 21.9% - 65歳以上: 13.5% - 年齢の中央値: 33歳 - 性比（女性100人あたり男性の人口） - 総人口: 90.5 世帯と家族（対世帯数） - 18歳未満の子供がいる: 32.6% - 結婚・同居している夫婦: 40.5% - 未婚・離婚・死別女性が世帯主: 12.3% - 非家族世帯: 42.5% - 単身世帯: 35.5% - 65歳以上の老人1人暮らし: 16.6% - 平均構成人数 - 世帯: 2.39人 - 家族: 3.12人 |

### 2000年国勢調査
以下は2000年の国勢調査による人口統計データである。
| 基礎データ - 人口: 16,731 人 - 世帯数: 6,420 世帯 - 家族数: 3,762 家族 - 人口密度: 1,131.3人/km2（2,929.4 人/mi2） - 住居数: 6,755 軒 - 住居密度: 456.8軒/km2（1,182.7 軒/mi2） 人種別人口構成 - 白人: 91.28% - アフリカン・アメリカン: 5.49% - ネイティブ・アメリカン: 0.23% - アジア人: 1.20% - 太平洋諸島系: 0.04% - その他の人種: 0.65% - 混血: 1.11% - ヒスパニック・ラテン系: 1.78% 先祖による構成 - ドイツ系：28% - アイルランド系：15% - イギリス系：14% - イタリア系：6% - ポーランド系：5% - フランス系：2% - スコットランド系：2% | 年齢別人口構成 - 18歳未満: 24.1% - 18-24歳: 14.5% - 25-44歳: 31.4% - 45-64歳: 16.8% - 65歳以上: 13.2% - 年齢の中央値: 33歳 - 性比（女性100人あたり男性の人口） - 総人口: 87.8 - 18歳以上: 83.4 世帯と家族（対世帯数） - 18歳未満の子供がいる: 32.4% - 結婚・同居している夫婦: 42.5% - 未婚・離婚・死別女性が世帯主: 12.6% - 非家族世帯: 41.4% - 単身世帯: 34.2% - 65歳以上の老人1人暮らし: 14.5% - 平均構成人数 - 世帯: 2.35人 - 家族: 3.05人 | 収入と家計 - 収入の中央値 - 世帯: 40,477米ドル - 家族: 50,879米ドル - 性別 - 男性: 37,186米ドル - 女性: 28,419米ドル - 人口1人あたり収入: 20,320米ドル - 貧困線以下 - 対人口: 9.6% - 対家族数: 7.9% - 18歳未満: 11.5% - 65歳以上: 9.5% |

## 経済

### 主要雇用主
ウェストミンスター市の2011年包括的財務報告書に拠れば、市内の主要雇用主は次の通りである。
| 順位 | 雇用主                                               | 従業員数 |
| ---- | ---------------------------------------------------- | -------- |
| 1    | キャロル郡公共教育学区                               | 3,757人  |
| 2    | マクダニエル・カレッジ                               | 641人    |
| 3    | キャロル郡                                           | 593人    |
| 4    | キャロル・ルーテル・ビレッジ                         | 437人    |
| 5    | ジェネラル・ダイナミクス・ロボティックス・システムズ | 350人    |
| 6    | C・J・ミラー                                         | 245人    |
| 7    | S・H・テビス & サン                                  | 238人    |
| 8    | BB&T                                                 | 174人    |
| 9    | PNC銀行                                              | 171人    |
| 10   | ランドマーク・コミュニティ新聞                       | 164人    |

キャロル郡内でウェストミンスター市以外の大手雇用主は以下の通りである
| 順位 | 雇用主                                   | 従業員数 |
| ---- | ---------------------------------------- | -------- |
| 1    | キャロル病院センター                     | 1,696人  |
| 2    | ランダムハウス                           | 800人    |
| 3    | キャロル・コミュニティカレッジ           | 509人    |
| 4    | イングリッシュ・アメリカン・テイラリング | 385人    |
| 5    | クノールブレーキ                         | 260人    |

## 芸術と文化

### ハショーハ・タワー
ハショーハ・タワーはウェストミンスター市内にある風車である。ハショーハ環境センターに立っている。

### 年中行事
- キャロル郡祭
- コモン・グラウンド・オン・ザ・ヒル
- メリーランド・ワインまつり
- アート・イン・ザ・パーク

## 教育
キャロル郡公共教育学区の学校には28,000人以上の児童生徒が通っており、メリーランド州でも最大の教育学区となっている。キャロル郡内には普通科高校8校と、職業訓練センター2か所、代替学校であるゲイトウェイ学校1校がある。9年生から12年生の生徒はキャロル郡内7高校の1つに入学する。郡内の小学校は23校、中学校は9校ある。ウェストミンスター市には高校2校、中学校は2校、小学校は3校ある。
市内には小さな教養系カレッジであるマクダニエル・カレッジがある。シビル・エアー・パトロールのナショナル・オナー・ガード・アカデミーや、地元空港で飛行訓練を行うドリーム・フライト学校もある。

## 大衆文化の中で
- 1997年の映画『For Richer or Poorer』はウェストミンスターで撮影された。
- 1997年、リンダ・フィッシャー、別名マフィン・レディが生活保護を受けないために、マフィンを作り、ウェストミンスター中心街の人々と店舗に売ったが、彼女は商業用キッチンを使っていなかったので、キャロル郡健康部がその行動を停止させた。ウェストミンスター消防署が、その賄用キッチンを利用させることで彼女を助けた。この事件がABCテレビの情報番組『グッド・モーニング・アメリカ』で紹介され、フィッシャーの料理本『マフィン作り直し: リンダ・フィッシャーのレシピとアイディア、一窯分で彼女の人生を再建』を出版することになった。

## 姉妹都市
- エストニア、イェルヴァ県、パイデ、2002年締結[20]